# Greeneocharis
Greeneocharis är ett släkte av strävbladiga växter. Greeneocharis ingår i familjen strävbladiga växter.
Kladogram enligt Catalogue of Life:
| Greeneocharis | \| \| Greeneocharis circumscissa \| \| \| \| \| \| Greeneocharis similis \| \| \| \| |
|               | \| \| Greeneocharis circumscissa \| \| \| \| \| \| Greeneocharis similis \| \| \| \| |
|               | Greeneocharis circumscissa                                                           |
|               |                                                                                      |
|               | Greeneocharis similis                                                                |
|               |                                                                                      |